# Варфоломеев, Дмитрий Николаевич
Дми́трий Никола́евич Варфоломе́ев (15 марта 1978, Ленинград) — российский футболист, защитник, полузащитник, нападающий.
Играл в российских командах «Сатурн» Раменское (1996, 1998—2000), «Динамо» Санкт-Петербург (1997), «Кристалл» Смоленск (2002—2003), «Витязь» Подольск (2003—2005). В составе «Жениса» Астана стал чемпионом Казахстана (2001).
В 1999 году сыграл один матч за олимпийскую сборную России против Франции (0:2).
Старший брат Сергей также футболист.